# Кольонія-Сохоцин
Кольонія-Сохоцин (пол. Kolonia Sochocin) — село в Польщі, у гміні Сохоцин Плонського повіту Мазовецького воєводства.
Населення — 75 осіб (2011).
У 1975-1998 роках село належало до Цехановського воєводства.

## Демографія
Демографічна структура станом на 31 березня 2011 року:
|          | Загалом | Допрацездатний вік | Працездатний вік | Постпрацездатний вік |
| -------- | ------- | ------------------ | ---------------- | -------------------- |
| Чоловіки | 30      | 8                  | 19               | 3                    |
| Жінки    | 45      | 10                 | 22               | 13                   |
| Разом    | 75      | 18                 | 41               | 16                   |